# 海梅·马塔
海梅·马塔·阿奈斯（西班牙語：Jaime Mata Arnaiz；1988年10月24日—），是一位西班牙足球运动员，司职前锋。目前效力于西甲球队赫塔费及西班牙国家足球队。

## 生平

### 球會
本為馬德里市人，但出身於當地地區聯賽球會Galáctico Pegaso；2009年12月投效華歷簡奴，只是效力多時，未能穩居正選，更曾被多次外借。直至2012年加盟列伊达体育，才開始站穩腳跟。
聯業生涯基本效力西班牙乙、丙組球會；直至2018年加盟赫塔费，才有機會亮相西甲。

### 国家队
2019年3月15日，海梅·马塔获得路易斯·恩里克征召，职业生涯首次入选西班牙国家队大名单，代表国家队参加2020年歐洲國家盃外圍賽对阵挪威和马耳他的比赛。